# George William Allan
George William Allan, (9 de janeiro de 1822 – 24 de julho de 1901) foi um político do Canadá. 
O pai de Allan, William, foi um pioneiro que colonizou o que é atualmente o Município de York durante o período de John Graves Simcoe como Governador. William Allan tornou-se posteriormente o primeiro agente do correio da cidade e foi indicado para o Conselho Legislativo do Canadá Superior e foi um defensor da Family Compact.
George William Allan estudou no Upper Canada College serviu com o Bank Rifle Corps quando ele ajudou a acabar com a Rebelião do Canadá Superior em 1837. Ele passou a estudar Direito e foi chamado para trabalhar no foro judicial em 1846 quando também casou com sua primeira esposa, Lousia Maud Robinson. 
Allan viajou muito antes de iniciar sua prática como advogado. Viajou pela Europa, rio Nilo, Síria, Terra Santa, Turquia e Grécia dando-lhe uma larga experiência de vida e vontade de concorrer às eleições para a Royal Geographical Society.